# Battaglia di Stones River
La battaglia di Stones River, o seconda battaglia di Murfreesboro (negli Stati del Sud, ricordata semplicemente come battaglia di Murfreesboro) fu combattuta dal 31 dicembre 1862 al 2 gennaio 1863 nella zona centrale del Tennessee (Middle Tennessee) al culmine della Campagna di Stones River nell'ambito del Teatro Occidentale della guerra di secessione americana.
È ricordata come una delle più cruente battaglie combattute durante la Guerra civile, con quasi 25.000, tra morti e dispersi. Tuttavia, la battaglia in sé stessa, non fu tatticamente decisiva per le sorti della guerra: l'esercito dell'Unione respinse due attacchi dei Confederati, fatto che risollevò il morale degli uomini dell'Unione dopo la sconfitta nella battaglia di Fredericksburg e contribuì ad infrangere le speranze dei Confederati di riuscire a controllare la parte centrale del Tennessee.

## Al cinema
- Nel 1911, la Champion Film Company le dedicò un cortometraggio dal titolo With Sheridan at Murfreesboro